# James Coco
James Emil Coco (New York, 21 maart 1930 – aldaar, 25 februari 1987) was een Amerikaans acteur van Italiaanse afkomst.
Hij werd in 1982 genomineerd voor zowel een Oscar als een Golden Globe voor zijn bijrol als Jimmy in de tragikomedie Only When I Laugh. Coco werd eerder ook in 1973 voor een Golden Globe genomineerd voor zijn bijrol als Sancho Panza in Man of La Mancha. Hij won in 1983 daadwerkelijk een Emmy Award voor zijn eenmalige gastrol als Arnie in St. Elsewhere. Coco debuteerde in 1964 op het witte doek als Skouras in Ensign Pulver. Dat bleek de eerste van twintig bioscooptitels voor hem. Daarnaast speelde hij in verschillende televisiefilms en -series, waarin zijn omvangrijkste rol die als Joe Dumpling  in The Dumplings was. Tijdens de laatste jaren van zijn leven was Coco behalve acteur ook schrijver van kookboeken, zoals The James Coco Diet. Hijzelf kampte bijna zijn gehele volwassen leven met overgewicht. Op 56-jarige leeftijd overleed hij aan een hartaanval.

## Filmografie
*Exclusief negen televisiefilms
| - That's Adequate (1989) - The Chair (1988) - Hunk (1987) - The Muppets Take Manhattan (1984) - Only When I Laugh (1981) - Wholly Moses! (1980) - Scavenger Hunt (1979) - The Cheap Detective (1978) - Ciao maschio (1978, aka Bye Bye Monkey) - Charleston (1977) | - Murder by Death (1976) - The Wild Party (1975) - Man of La Mancha (1972) - Such Good Friends (1971) - A New Leaf (1971) - The Strawberry Statement (1970) - Tell Me That You Love Me, Junie Moon (1970) - End of the Road (1970) - Generation (1969) - Ensign Pulver (1964) |

## Televisieseries
*Exclusief eenmalige gastrollen
- Who's the Boss? - Nick Milano (1985-1987, drie afleveringen)
- The Dumplings - Joe Dumpling (1976, tien afleveringen)
- Calucci's Department - Calucci (1973, elf afleveringen)

- Bibsys: 1059173
- Biblioteca Nacional de España: XX1634131
- Bibliothèque nationale de France: cb14040109x (data)
- Catàleg d'autoritats de noms i títols de Catalunya: 981058519818006706
- CiNii: DA1638954X
- Gemeinsame Normdatei: 135428866
- International Standard Name Identifier: 0000 0001 1022 572X
- Library of Congress Control Number: n83175715
- Nationale Bibliotheek van Israël: 987007345601705171
- Nederlandse Thesaurus van Auteursnamen: 073807915
- SNAC: w6p97vvb
- Système universitaire de documentation: 08412136X
- Virtual International Authority File: 22342818
- WorldCat: E39PBJp9vFKKrbfyfMCwqQfTHC